# Hameau de Tiébagette
Le hameau de Tiébagette est un site médiéval situé dans la localité de Fang, qui appartient à la commune valaisanne d'Anniviers, en Suisse.

## Le site archéologique
Le site archéologique a été fouillé en 2014 par l'Institut d'archéologie et des sciences de l'Antiquité de l'Université de Lausanne, sous la direction de l'archéologue Cédric Cramatte.

### Organisation du hameau
Le hameau est construit dans une forte pente, autour d’un replat aménagé par la main de l’homme, comme en témoignent les divers murs en pierre sèche qui servent à le stabiliser. Différents types de bâtiments prennent place autour de cette place centrale. La grande majorité d’entre eux sont constitués d’une seule pièce quadrangulaire mesurant environ 3 x 3 m (bâtiments B1, B2, B9, B11 et B12). Leurs fondements en pierre étaient surmontés d’une partie en bois aujourd’hui disparue. La partie basse a parfois servi de cave ou de cellier, tandis que la partie haute pouvait être utilisée pour l’entreposage de denrées, de grains ou de foin. Dans certains cas, il pourrait aussi s’agir de maisons à pièce unique, un type de construction qui se retrouve jusqu’au XVe siècle en Valais.
Le bâtiment carré B8 est, quant à lui, plus imposant par ses dimensions (7.10 x 6,40 m et par l’épaisseur de ses murs maçonnés qui mesurent plus de 80 cm. Une étude attentive des parois a pu montrer un traitement tout à fait particulier appelé Pietra Rasa (de). Cette technique se définit par des murs revêtus de mortier de chaux laissant apparaître la partie saillante des pierres ; ensuite, chaque niveau de pierre est souligné par une ligne horizontale tracée dans le mortier encore frais. Ce type de traitement est surtout employé en Valais aux XIIIe – XVe siècles, dans les châteaux et maisons d’un certain niveau social. La largeur relativement importante de ses murs nous invite à restituer plusieurs étages en bois et à l’interpréter comme une tour d’habitation. Un bâtiment similaire, connu sous le nom de Baillos, existait encore en 1880 dans le village voisin de Vissoie. Ce bâtiment, daté du XIIIe siècle, a été détruit cette année-là par un incendie.
Deux autres bâtiments (B3 et B5) sont de plan rectangulaire et constitués au sol de deux pièces. L’architecture de ces édifices est caractéristique de la maison traditionnelle valaisanne, telle qu’on la connaît dès le XIVe siècle dans d’autres vallées alpines, comme le Lötschental. La pièce excavée, située dans le bas de la pente, servait de cave et accueillait un étage en bois qui était la pièce à vivre. On accédait à cette chambre en bois par l’arrière, soit par la pièce située dans le haut de la pente. Cette seconde chambre en pierre était équipé d’un foyer et servait de cuisine. Le bâtiment B13, situé en surplomb de la place, reste encore très énigmatique. Il est malheureusement très mal conservé et seules de nouvelles fouilles archéologiques permettront d’en connaître la fonction exacte. Les archéologues le restituent pour l’heure sous la forme d’une grande pièce de 7 x 7 m s’ouvrant à l’est sur une pièce plus petite de 3 x 3 m. Le plan atypique de cet édifice pourrait suggérer une chapelle chrétienne.

### Découvertes archéologiques
Les premiers sondages sur le site ont permis de retrouver plusieurs objets datant de l’époque médiévale, et notamment plusieurs fragments de marmites en pierre ollaire, une pierre issue vraisemblablement de la région de Moiry. Cette roche connue pour sa capacité calorifique élevée est encore employée aujourd’hui pour la fabrication de fourneaux. Les archéologues ont aussi retrouvé plusieurs objets métalliques, dont le panneton d’une grande clé en fer (XIIIe – XVe siècles) et une boucle de chaussure en bronze. Des milliers d’ossements de bœufs, mais aussi, dans une moindre mesure, de porcs, d’agneaux ou de chevreaux, et de volaille permettra aux archéologues de comprendre les pratiques d’élevage de cette communauté rurale. Les traces de découpe visibles sur les os indiquent qu’il s’agit d’une fosse dépotoir liée à une activité de boucherie. Plusieurs fragments de céramiques très grossières pourraient aussi dater du Moyen Âge, mais, à leur aspect, il est plus vraisemblable de les rattacher à une époque bien plus ancienne, soit à l’Âge du fer. Il est effectivement possible que ce lieu ait pu être occupé très tôt, comme en témoignent aussi certaines variétés de pierre ollaire qui pourraient dater de la fin de l’époque romaine (IIIe – IVe siècles) ou tout au moins du Haut Moyen Âge (Ve – VIIIe siècles).
Les sondages archéologiques n’ont pour l’heure étudié que les couches supérieures du site et ont ainsi pu montrer qu’un bâtiment (B7) a été détruit dans le courant du XVe siècle à la suite d’un incendie, qui a peut-être détruit également les autres bâtiments. Il est toutefois possible que ce hameau ait été abandonné à la suite d'un éboulement, comme le veut la tradition.